# Knocknashee Hillfort

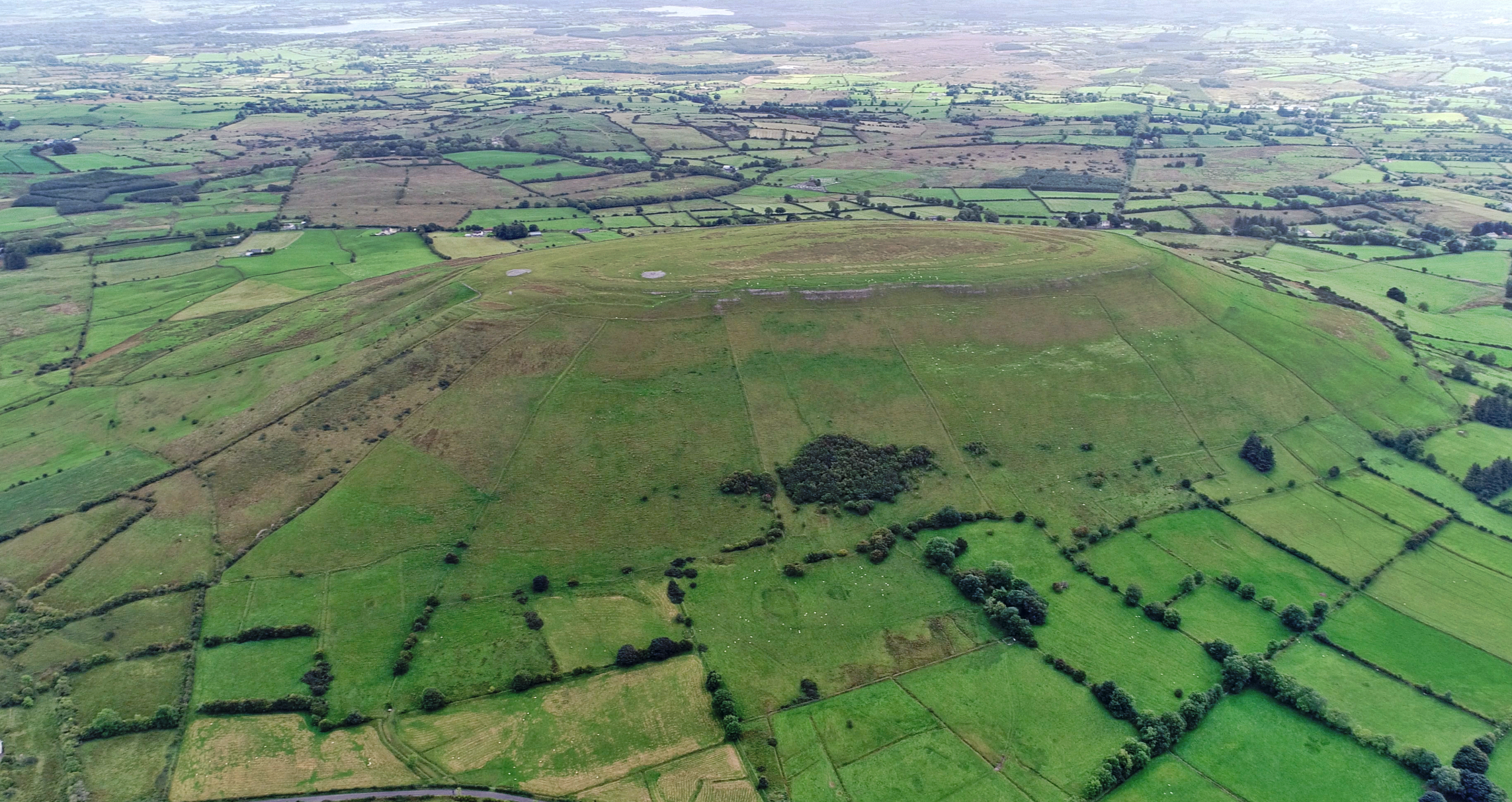
Knocknashee Hillfort

Knocknashee Hillfort (irisch Cnoc na Sí – deutsch „Hügel der Feen“) liegt im Townland Knocknashee südwestlich von Sligo und sieben Kilometer nördlich von Tobercurry in den Ox Mountains im County Sligo in Irland.
Barry Raftery (1944–2010) untersuchte 40 ein- und mehrfach umwallte Anlagen auf der Insel (bekannt sind etwa 80) und teilte diese Hillforts in drei Klassen ein:
- Class 1: Einfach umwallte Anlagen aus Erde oder Stein mit oder ohne Graben.
- Class 2: Anlagen mit großräumiger, mehrfacher Umwallung auf Hügeln oder Klippen.
- Class 3: Inland Promontory Forts

Obwohl es wegen der großen Steinhügel der beiden Passage Tombs und der Überreste von etwa 30 Bienenkorbhütten sowie etwa einem Dutzend runder Aushöhlungen im Felsgestein von Interesse war, wurde erst 1988 mittels Luftaufnahmen erkannt, dass Knocknashee ein 20 Hektar großes 700 m langes und 320 m breites Hillfort der Class 2 ist, das durch zwei Erd- und einen Kalksteinwall umschlossen wird. In Irland sind etwa 80 Hillforts bekannt, die vermutlich aus der Bronzezeit stammen. Ihre Größe schwankt zwischen 12 und 129 Hektar (Brusselstown Hillfort im County Wicklow).
Der Fluss Moy entspringt am Fuße des 276 m hohen Knocknashee.